# إيرنيستو بيزارو
إيرنيستو بيزارو (بالإسبانية: Ernesto Pizarro)‏ هو دراج أرجنتيني، ولد في 12 أبريل 1991 في لا ريوخا في الأرجنتين.

## وصلات خارجية
- إيرنيستو بيزارو على موقع CycleBase (الإنجليزية)
- إيرنيستو بيزارو على موقع نتائج كأس العالم لسباقات دراجات (بي.أم.إكس) (الإنجليزية)
- إيرنيستو بيزارو على موقع اللجنة الأولمبية الدولية (الإنجليزية)
- إيرنيستو بيزارو على موقع أوليمبيديا (الإنجليزية)
- إيرنيستو بيزارو على موقع اللجنة الأولمبية الأرجنتينية (الإسبانية)